# Phyllonorycter caudasimplex
Phyllonorycter caudasimplex är en fjärilsart som beskrevs av Bland 1980. Phyllonorycter caudasimplex ingår i släktet guldmalar, och familjen styltmalar.
Artens utbredningsområde är Nigeria. Inga underarter finns listade i Catalogue of Life.